# ウィリアム・ベリー (系譜学者)
ウィリアム・ベリー（英語: William Berry、1772年11月5日 – 1851年）は、イギリスの系譜学者。1828年から1840年にかけて出版された『紋章学百科事典』（Encyclopedia Heraldica, or Complete Dictionary of Heraldry）と、1830年代から1840年代にかけて著したカウンティ別の家系史が知られる。

## 生涯
ウィリアム・ベリー（William Berry）と妻エリザベス（Elizabeth）の息子として、1772年11月5日に生まれた。
1793年から1809年まで紋章院登記係の書記官（writing clerk）を務めた。1810年に『紋章学入門』（Introduction to Heraldry）を著した後、ガーンジー島に引っ越し、1815年に『ガーンジー島史』（The History of the Island of Guernsey, compiled from the collections of Henry Budd、1815年、四折り判）を著した。
その後はイングランドに戻り、ケニントンのドディントン・プレイス（Doddington Place）に住んだ。1816年にGenealogia antiqua, or, Mythological and Classical Tables（1816年初版、1840年第2版）を著し、1820年代と1830年代に『紋章学百科事典』（Encyclopedia Heraldica, or Complete Dictionary of Heraldry、1828年 – 1840年、4巻、四折り判）と『イングランド、スコットランドおよびアイルランドの貴族系譜名鑑』（A Genealogical Peerage of England, Scotland, and Ireland、1832年 – ?、4巻）といった大作を著した。『英国人名事典』は『紋章学百科事典』をジョセフ・エドマンドソンなどそれまでの系譜学者の著述を取り入れた、系譜学における貴重な著作と評し、『貴族系譜名鑑』を「慎重に書かれた家族史で、彫版印刷の紋章も美麗」（a carefully compiled family history, with very beautifully engraved coats of arms）と評したが、後者はさほど売れず、第4巻でラトランド公爵家までを記述したのち5巻が出版されることはなかった。
1830年代よりカウンティ別の家系史を著して人気を博したが、その第1作である『カウンティの家系：ケント』（The County Genealogies, Kent、1830年）は『ジェントルマンズ・マガジン』で酷評され、ベリーが「紋章員の登録官」（registering clerk in the College of Arms、書記官（writing clerk）とは別の官職）と自称したことも批判された。これによりベリーはジェントルマンズ・マガジンの出版社J・B・ニコルズ&サン（J. B. Nichols & Son）を名誉毀損で訴えた。裁判は1830年11月1日に王座裁判所で行われ、ベリーの敗訴という結果になった。
1851年7月2日、ブリクストンのスペンサー・プレイス（Spencer Place）にある次男の住処で死去した。

## 著作
- 『紋章学入門』（Introduction to Heraldry、1810年[1]）
- 『ガーンジー島史』（The History of the Island of Guernsey, compiled from the collections of Henry Budd、1815年、四折り判[1]）
- Genealogia antiqua, or, Mythological and Classical Tables（1816年初版、1840年第2版） - 初代グレンヴィル男爵ウィリアム・グレンヴィルに献呈[1]
- 『紋章学百科事典』（Encyclopedia Heraldica, or Complete Dictionary of Heraldry、1828年 – 1840年、4巻、四折り判[1]）
- 『イングランド、スコットランドおよびアイルランドの貴族系譜名鑑』（A Genealogical Peerage of England, Scotland, and Ireland、1832年 – ?、4巻[1]）
- カウンティ別の家系史
  - 『カウンティの家系：ケント』（The County Genealogies, Kent、1830年[1]）
  - 『カウンティの家系：サセックス』（The County Genealogies, Sussex、1830年[1]）
  - 『カウンティの家系：ハンプシャー』（The County Genealogies, Hampshire、1833年[1]）
  - 『カウンティの家系：バークシャー、バッキンガムシャー、サリー』（The County Genealogies, Berkshire, Buckinghamshire, and Surrey、1837年[1]）
  - 『カウンティの家系：エセックス』（The County Genealogies, Essex、1839年[1]）
  - 『カウンティの家系：ハートフォードシャー』（The County Genealogies, Hertfordshire、1842年[1]）

## 家族
1796年7月24日、ロンドンでエリザベス・ウィンザー（Elizabeth Windsor、1776年 – 1851年5月、アザー・ウィンザーの娘）と結婚、3男5女をもうけた。